# أوراق الزيتون
أوراق الزيتون، مجموعة شعرية من مؤلفات الشاعر العربي الفلسطيني محمود درويش، صدرت في عام 1964، عن مطبعة الاتحاد التعاونية في حيفا، فلسطين.